# Ángel Di María
Ángel Fabián di María (Rosario, 14 februari 1988) is een Argentijns profvoetballer die doorgaans als vleugelaanvaller speelt. Hij komt uit voor Rosario Central. Di María debuteerde in 2008 in het Argentijns voetbalelftal, waarmee hij in 2022 wereldkampioen werd en in 2021 en 2024 de Copa América won. In de zomer van 2024 vertrok hij transfervrij bij Benfica maar zag af van het voornemen zijn loopbaan te beëindigen bij zijn jeugdclub Rosario. Reden was een stroom van bedreigingen aan zijn adres uit de hoek van drugsbendes in Rosario. In de zomer van 2025 keerde hij alsnog terug naar Rosario.
Naast de Argentijnse bezit hij ook de Italiaanse nationaliteit.

## Carrière

### Rosario Central
Di María debuteerde in 2005 in het eerste elftal van Rosario Central, na eerder in de jeugd van de Argentijnse club te hebben gespeeld. Op 25 november 2006 scoorde hij tegen Quilmes AC zijn eerste doelpunt in het profvoetbal en voor Rosario Central. Hij scoorde zes goals in zijn eerste volledige seizoen bij Rosario Central en kwam tot twee assists. Hij speelde 39 wedstrijden voor Rosario, waarna hij in de zomer van 2007 meedeed aan het WK onder 20.

### Benfica
Nadat hij op dat WK indruk maakte, maakte hij die zomer voor 6 miljoen euro de overstap naar Benfica. Daar was hij de vervanger voor vertrekkend aanvoerder Simão, die naar Atlético Madrid was vertrokken. Hij maakte op 2 september 2007 met een assist zijn debuut tegen CD Nacional. Twee weken later maakte hij tegen AC Milan zijn debuut in de Champions League. Hij scoorde één goal dat seizoen, op 21 februari 2008 tegen 1. FC Nürnberg in de tussenronde van de UEFA Cup. Wel gaf hij zes assists in 45 wedstrijden dat seizoen. 
In zijn tweede seizoen bij Benfica won Di María de finale van de Taça da Liga van Sporting CP. In alle competities kwam Di Maria dat seizoen tot vier goals en drie assists. Zijn echte doorbraak kwam in zijn derde en laatste seizoen bij Benfica. Hij leverde op 22 oktober 2009 in de Europa League tegen Everton een hattrick aan assists in een 5-0 overwinning. In een andere groepswedstrijd tegen AEK Athene op 17 december scoorde hij beide Portugese treffers in een 2-1 overwinning. 
Op 27 februari 2010 scoorde Di María voor het eerst in zijn profcarrière een hattrick tegen Leixões SC. Dat seizoen werd voor de tweede keer op rij de Taca de Liga gewonnen, bovendien won Benfica dat seizoen ook de Portugese competitie. Di María eindigde het seizoen als speler met meeste assists in de Portugeses competitie (elf). In alle competities kwam Di María tot tien goals en negentien assists. In drie jaar bij Benfica speelde Di María 124 wedstrijden voor Benfica, waarin hij tot vijftien goals en 28 assists kwam.

### Real Madrid
Na drie seizoenen in Portugal nam Real Madrid Di María in de zomer van 2010 voor 25 miljoen euro plus elf miljoen aan bonussen over van Benfica. Hij tekende een contract voor vijf seizoenen in Madrid. Hij maakte op 29 augustus tegen RCD Mallorca zijn debuut voor Real. Op 18 september scoorde hij tegen Real Sociedad zijn eerste doelpunt voor Real. Op 22 december gaf hij een hattrick aan assists in de bekerwedstrijd tegen Levante UD. In zijn eerste seizoen won Di María de Copa del Rey door in de finale FC Barcelona te verslaan. Di María gaf de assist op de enige treffer van de wedstrijd van Cristiano Ronaldo. In 53 wedstrijden kwam Di María tot negen goals en liefst 26 assists. 
Het seizoen 2011/12 begon Di María met twee goals in de openingswedstrijd tegen Racing Santander. Hij zou dat kunstje voor de winterstop nog vier keer herhalen, in wedstrijden tegen Real Betis, Málaga, Villarreal en Sevilla. Tegen CA Osasuna op 6 november was hij zelfs goed voor drie assists, waardoor hij voor de winterstop al op veertien assists in de competitie zat. Hij was daarna een aantal maanden afwezig door een blessure, maar keerde terug voor het einde van het seizoen. Daarin wist Real Madrid kampioen van Spanje te worden. Di María was goed voor zeven goals en zeventien assists in 32 wedstrijden dat seizoen. 
Na een seizoen waarin Real alleen de Supercopa de España won, speelde Di María in het seizoen 2013/14 opnieuw twee finales: de bekerfinale en de Champions League-finale. In de bekerfinale op 16 april werd Barcelona met 2-1 verslagen door onder meer een doelpunt van Di María, in de Champions League was Atlético Madrid de tegenstander. Atletico stond het grootste deel van de wedstrijd op voorsprong, maar via een kopbal van Sergio Ramos in de blessuretijd dwong Real verlengingen af. Di María leverde vervolgens een assist op de 2-1 van Gareth Bale en werd tot Man of the Match verkozen. In vier seizoenen voor Real kwam Di María tot 190 wedstrijden, waarin hij goed was voor 36 goals en liefst 85 assists. 

### Manchester United
Na vier seizoenen in Spanje nam Manchester United Di María voor circa 75 miljoen euro over van Real Madrid. Daarmee was hij op dat moment de duurste aankoop in het Britse voetbal ooit. Hij maakte op 30 augustus 2014 zijn debuut tegen Burnley FC en was twee weken later tegen Queens Park Rangers goed voor zijn eerste goal en assist voor United. Hij begon goed, met drie goals en zes assists na elf competitiewedstrijden. Bij Manchester United maakte hij in zijn eerste half jaar een zodanige indruk dat hij in eigen land werd verkozen tot Argentijns voetballer van het jaar. Hij was hiermee de opvolger van Lionel Messi, die deze titel van 2007 tot en met 2013 elk jaar won. Toenmalig United-trainer Louis van Gaal was minder onder de indruk en zette Di María vaker en vaker op de reservebank. Na een jaar mocht hij vertrekken uit Manchester, waar hij tot vier goals en elf assists kwam in 33 wedstrijden. 

### Paris Saint-Germain
Di María tekende in augustus 2015 vervolgens een contract tot medio 2019 bij Paris Saint-Germain, de kampioen van Frankrijk in de voorgaande drie jaar. Dat betaalde circa 63 miljoen euro voor hem aan Manchester United. Hij maakte op 30 augustus met een assist op landgenoot Ezequiel Lavezzi zijn debuut tegen AS Monaco. Op 15 september maakte hij in de Champions League tegen Malmö FF zijn eerste goal voor PSG. Op 13 december was Di María tegen Olympique Lyon opnieuw goed voor een hattrick aan assists. In zijn eerste seizoen in Parijs won Di María met PSG drie prijzen: de Ligue 1, de Coupe de la Ligue (waarin Di María in de finale een doelpunt maakte) en de Coupe de France. In de UEFA Champions League van 2015/16 werd PSG in de kwartfinale uitgeschakeld door Manchester City. Di María kwam zelf tot vijftien goals en 25 assists in 47 wedstrijden. 
Het seizoen 2016/17 was dan weer minder memorabel voor de Parijse club. In de titelstrijd kwam AS Monaco als ietwat verrassende winnaar uit de bus en in de achtste finale van de UEFA Champions League van 2016/17 ging PSG, ondanks een ruime 4-0-zege thuis waarin Di María tweemaal scoorde, met 6-1 ten onder in het Camp Nou van FC Barcelona na een beslissend doelpunt van Sergi Roberto diep in de toegevoegde tijd. Zelf kon Di María wel goede cijfers overleggen: veertien goals en vijftien assists in 43 wedstrijden. 
In augustus 2017 tekende Neymar Jr. voor een recordbedrag van 222 miljoen euro bij PSG. Mede dankzij hem werd de club opnieuw landskampioen. Op 15 april 2018 verzekerden ze zich van de titel door nota bene titelverdediger AS Monaco met liefst 7-1 te verslaan, een wedstrijd waarin Di María twee doelpunten liet noteren. Ook won het de Coupe de France, waar Di María in de achtste finale tegen FC Sochaux goed was voor een hattrick, en de Coupe de la Ligue, waar Di María in de finale de 2-0 maakte. Het was wat betreft doelpunten het beste seizoen uit zijn carrière tot dan toe: hij scoorde 21 goals in alle competities. Ook dat jaar kwamen de Parijzenaars echter niet verder dan de achtste finale in de UEFA Champions League, ditmaal was het Real Madrid van Cristiano Ronaldo te sterk.
Op 4 augustus 2018 won PSG de Trophée des Champions met 4-0 van AS Monaco, mede door twee goals van Di María. Dat seizoen werd PSG opnieuw kampioen van Frankrijk. In de Champions League trof Di María zijn vorige werkgever Manchester United, die hij op Old Trafford pijn deed door de assist op beide doelpunten van PSG te leveren. In de return zegevierde United echter. Wel kwam hij tot 36 goalcontributies dat seizoen. 
Weinig verrassend won PSG nationaal alle vier de competities: de beker, de Trophée des Champions en beide bekers. Het primaire doel was de Champions League, die Di María goed begon met twee goals in een 3-0 overwinning op voormalig werkgever Real Madrid in de openingswedstrijd. Tegen Club Brugge maakte Di María het helemaal bont: hij leverde vier assists en won met 5-0. In de halve finale tegen RB Leipzig op 18 augustus 2020 was Di María betrokken bij alledrie de Parijse goals: hij scoorde zelf de tweede en bereidde de goals van Marquinhos en Juan Bernat voor. In de finale was FC Bayern München vervolgens te sterk. Kingsley Coman besliste de wedstrijd door de enige goal van de wedstrijd te scoren.
In het seizoen 2020/21 werd niet PSG, maar verrassend genoeg Lille OSC kampioen van Frankrijk. Wel won Di María de Trophée des Champions en Coupe de France, maar een nieuwe CL-finale zat er niet in, doordat Manchester City in de halve finale te sterk was. In een ultieme poging om de Champions League te winnen, trok PSG in de zomer van 2021 transfervrij Lionel Messi aan, waardoor Di María geregeld wisselspeler was achter Messi, Neymar en Kylian Mbappé. PSG werd dat seizoen wel weer kampioen van Frankrijk, maar werd al in de achtste finale van de Champions League uitgeschakeld door Real Madrid. Di María speelde zeven seizoenen voor PSG en kwam daarin tot 295 wedstrijden, 93 goals en 119 assists. Daarmee staat hij twaalfde op de lijst van meeste wedstrijden, achtste wat betreft goals en eerste wat betreft assists.

### Juventus
In de zomer van 2022 tekende Di María transfervrij bij Juventus, waar hij een contract tekende voor één jaar. Hij maakte op 15 augustus in het openingsweekend zijn debuut voor Juventus. Hij scoorde de eerste treffer tegen Sassuolo, bereidde de 3-0 van Dušan Vlahović voor, maar viel na 66 minuten uit met een blessure. Op 15 september speelde hij tegen voormalig werkgever Benfica zijn 100'ste Champions League-wedstrijd. Op 5 oktober leverde Di María in diezelfde competitie een hattrick aan assists tegen Maccabi Haifa. Daarmee kwam hij op 39 CL-assists: alleen Cristiano Ronaldo (48), Lionel Messi (45) en Ryan Giggs (45) gaan hem wat dat betreft voor. Juventus werd wel derde in de groep achter PSG en Benfica, waardoor Juventus verder moest in de Europa League. In die competitie was Di María op 23 februari tegen FC Nantes goed voor een hattrick. Hij kwam tot 40 wedstrijden voor Juventus, waarin hij goed was voor acht goals en zeven assists. Op 6 juni maakte Di María bekend dat hij zijn contract bij Juventus zou laten aflopen.

### Benfica
Na een afwezigheid van dertien jaar keerde Di María in de zomer van 2023 terug bij Benfica, waar hij een contract voor één seizoen tekende. Op 9 augustus vierde Di María zijn return in de Supertaça Cândido de Oliveira tegen FC Porto met een doelpunt en een overwinning. Hij was bovendien goed voor vier goals en twee assists in zijn eerste vijf competitiewedstrijden dat seizoen. Op 12 december scoorde Di María zijn eerste Champions League-treffer voor Benfica. Tegen Red Bull Salzburg scoorde hij direct uit een hoekschop en gaf hij een assist op de 0-2, mede waardoor Benfica met 1-3 won en zich plaatste voor de eindfase van de Europa League.

## Clubstatistieken
| Seizoen       | Club                | Competitie       | Competitie | Competitie | Competitie | Beker | Beker | Beker | Internationaal | Internationaal | Internationaal | Totaal | Totaal | Totaal |
| Seizoen       | Club                | Competitie       | Wed.       | Dlp.       | Ass.       | Wed.  | Dlp.  | Ass.  | Wed.           | Dlp.           | Ass.           | Wed.   | Dlp.   | Ass.   |
| ------------- | ------------------- | ---------------- | ---------- | ---------- | ---------- | ----- | ----- | ----- | -------------- | -------------- | -------------- | ------ | ------ | ------ |
| 2005/06       | Rosario Central     | Primera División | 10         | 0          | 0          | 0     | 0     | 0     | 4              | 0              | 0              | 14     | 0      | 0      |
| 2006/07       | Rosario Central     | Primera División | 25         | 6          | 0          | 0     | 0     | 0     | —              | —              | —              | 25     | 6      | 0      |
| Club Totaal   | Club Totaal         | Club Totaal      | 35         | 6          | 0          | 0     | 0     | 0     | 4              | 0              | 0              | 39     | 6      | 0      |
| 2007/08       | Benfica             | Primeira Liga    | 26         | 0          | 4          | 8     | 0     | 1     | 11             | 1              | 1              | 45     | 1      | 6      |
| 2008/09       | Benfica             | Primeira Liga    | 24         | 2          | 2          | 5     | 1     | 1     | 5              | 1              | 0              | 34     | 4      | 3      |
| 2009/10       | Benfica             | Primeira Liga    | 26         | 5          | 12         | 5     | 1     | 1     | 14             | 4              | 6              | 45     | 10     | 19     |
| Club Totaal   | Club Totaal         | Club Totaal      | 76         | 7          | 18         | 18    | 2     | 3     | 30             | 6              | 7              | 124    | 15     | 28     |
| 2010/11       | Real Madrid         | Primera División | 35         | 6          | 16         | 8     | 0     | 7     | 10             | 3              | 3              | 53     | 9      | 26     |
| 2011/12       | Real Madrid         | Primera División | 23         | 5          | 16         | 2     | 0     | 0     | 7              | 2              | 1              | 32     | 7      | 17     |
| 2012/13       | Real Madrid         | Primera División | 32         | 7          | 12         | 9     | 2     | 1     | 11             | 0              | 4              | 52     | 9      | 17     |
| 2013/14       | Real Madrid         | Primera División | 34         | 4          | 18         | 7     | 4     | 2     | 11             | 3              | 5              | 52     | 11     | 25     |
| 2014/15       | Real Madrid         | Primera División | 0          | 0          | 0          | 1     | 0     | 0     | 0              | 0              | 0              | 1      | 0      | 0      |
| Club Totaal   | Club Totaal         | Club Totaal      | 124        | 22         | 62         | 27    | 6     | 10    | 39             | 8              | 13             | 190    | 36     | 85     |
| 2014/15       | Manchester United   | Premier League   | 27         | 3          | 10         | 5     | 1     | 1     | —              | —              | —              | 32     | 4      | 11     |
| Club Totaal   | Club Totaal         | Club Totaal      | 27         | 3          | 10         | 5     | 1     | 1     | 0              | 0              | 0              | 32     | 4      | 11     |
| 2015/16       | Paris Saint Germain | Ligue 1          | 29         | 10         | 18         | 8     | 2     | 4     | 10             | 3              | 3              | 47     | 15     | 25     |
| 2016/17       | Paris Saint Germain | Ligue 1          | 29         | 6          | 7          | 7     | 4     | 7     | 7              | 4              | 1              | 43     | 14     | 15     |
| 2017/18       | Paris Saint Germain | Ligue 1          | 30         | 11         | 6          | 10    | 9     | 5     | 5              | 1              | 1              | 45     | 21     | 12     |
| 2018/19       | Paris Saint Germain | Ligue 1          | 30         | 12         | 12         | 7     | 5     | 2     | 8              | 2              | 3              | 45     | 19     | 17     |
| 2019/20       | Paris Saint Germain | Ligue 1          | 26         | 8          | 14         | 6     | 2     | 2     | 9              | 3              | 7              | 41     | 13     | 23     |
| 2020/21       | Paris Saint Germain | Ligue 1          | 27         | 5          | 11         | 6     | 0     | 2     | 10             | 1              | 5              | 43     | 6      | 18     |
| 2021/22       | Paris Saint Germain | Ligue 1          | 26         | 5          | 8          | 0     | 0     | 0     | 5              | 0              | 1              | 31     | 5      | 9      |
| Club Totaal   | Club Totaal         | Club Totaal      | 197        | 57         | 76         | 44    | 22    | 22    | 54             | 14             | 21             | 295    | 93     | 119    |
| 2022/23       | Juventus            | Serie A          | 26         | 4          | 4          | 4     | 0     | 0     | 10             | 4              | 3              | 40     | 8      | 7      |
| Club Totaal   | Club Totaal         | Club Totaal      | 26         | 4          | 4          | 4     | 0     | 0     | 10             | 4              | 3              | 40     | 8      | 7      |
| 2023/24       | Benfica             | Primeira Liga    | 27         | 8          | 11         | 9     | 3     | 1     | 11             | 5              | 3              | 47     | 16     | 15     |
| Club Totaal * | Club Totaal *       | Club Totaal *    | 103        | 15         | 29         | 23    | 5     | 4     | 41             | 11             | 10             | 171    | 31     | 43     |
| TOTAAL        | TOTAAL              | TOTAAL           | 512        | 107        | 181        | 107   | 34    | 37    | 148            | 37             | 47             | 763    | 177    | 265    |

- * 1ste periode mee in rekening gebracht

## Interlandcarrière
In 2007 won Di María met Argentinië onder 20 het WK onder 20 in Canada. Hij scoorde op het toernooi drie doelpunten. In 2008 won Di María met Argentinië goud op de Olympische Zomerspelen. In de met 1-0 gewonnen finale tegen Nigeria scoorde Di María het enige doelpunt. Op 6 september 2008 maakte hij zijn debuut in het nationale elftal van Argentinië tegen Paraguay. Hij scoorde zijn eerste goal voor het nationale team op 24 mei 2010 tegen Canada.
Onder leiding van Maradona mocht Di María mee naar Zuid-Afrika voor het WK 2010. Argentinië eindigde bovenaan in zijn groep met drie zeges tegen Nigeria, Zuid-Korea en Griekenland. In de achtste finales werd met 3-1 gewonnen van Mexico, maar in de kwartfinale werd Argentinië door Duitsland uitgeschakeld met 0-4. Di María kwam in alle wedstrijden in actie, maar scoorde niet.
Di María werd door Alejandro Sabella geselecteerd voor het WK 2014 in Brazilië. In de groepsfase behaalde Argentinië 9 op 9 na zeges tegen Bosnië en Herzegovina, Iran en Nigeria. In de achtste finale scoorde hij het enige doelpunt tegen Zwitserland. Argentinië won nadien van België en na strafschoppen ook van Nederland en behaalde zo de finale van het WK. Hierin maakte Mario Götze in de verlengingen het enige doelpunt van de wedstrijd voor Duitsland, waardoor Argentinië een eerste wereldtitel sinds 1986 misliep.
Ook in 2018 mocht Di María van bondscoach Sampaoli mee naar het WK. Tegen IJsland werd gelijkgespeeld en van Kroatië verloren, maar een zege tegen Nigeria stelde kwalificatie voor de volgende ronde alsnog veilig. Hierin was Frankrijk de tegenstander. Di María maakte in deze wedstrijd de 1-1 nadat Argentinië eerder op achterstand was gekomen na een penalty van Antoine Griezmann, maar door onder andere twee doelpunten van Kylian Mbappé won Frankrijk met 4-3 en behaalde Argentinië zo zijn slechtste resultaat op een WK-eindronde sinds 2002, toen het de groepsfase niet overleefde.
Op 10 juli 2021 scoorde Di María de enige treffer in de finale van de Copa América tegen Brazilië, waardoor Argentinië voor het eerst sinds 1993 weer de Copa América won.
Op 18 december 2022 in de finale van het WK 2022 tegen Frankrijk stond Di María voor het eerst weer in de basis sinds de groepsfase. Hij maakte in de 36e minuut de 2-0 en daarmee zijn vierde goal in een finale voor Argentinië. Uiteindelijk werd zijn land wereldkampioen in de strafschoppenserie, nadat de verlengingen eindigden op 3-3. Enkele maanden eerder in mei 2022 had Di María aangekondigd na het WK te stoppen bij de Argentijnse nationale ploeg, maar kwam daar op terug. Hij speelde in 2024 de Copa América, die door zijn land gewonnen werd door Colombia met 1-0 te verslaan in de verlengingen van de finale.

## Erelijst
| Competitie            |            |                                             |            |            |
| Competitie            | Aantal     | Jaren                                       |            |            |
| SL Benfica            | SL Benfica | SL Benfica                                  | SL Benfica | SL Benfica |
| --------------------- | ---------- | ------------------------------------------- | ---------- | ---------- |
| Primeira Liga         | 1×         | 2009/10                                     |            |            |
| Taça da Liga          | 2×         | 2008/09, 2009/10                            |            |            |
| Real Madrid           |            |                                             |            |            |
| Primera División      | 1×         | 2011/12                                     |            |            |
| Copa del Rey          | 2×         | 2010/11, 2013/14                            |            |            |
| Supercopa de España   | 1×         | 2012                                        |            |            |
| UEFA Champions League | 1×         | 2013/14                                     |            |            |
| UEFA Super Cup        | 1×         | 2014                                        |            |            |
| Paris Saint-Germain   |            |                                             |            |            |
| Ligue 1               | 5×         | 2015/16, 2017/18, 2018/19, 2019/20, 2021/22 |            |            |
| Coupe de France       | 5×         | 2015/16, 2016/17, 2017/18, 2019/20, 2020/21 |            |            |
| Coupe de la Ligue     | 4×         | 2015/16, 2016/17, 2017/18, 2019/20          |            |            |
| Trophée des Champions | 3×         | 2016, 2018, 2019                            |            |            |

| Competitie                     | Winnaar        | Winnaar        | Runner-up      | Runner-up      | Derde          | Derde          |
| Competitie                     | Aantal         | Jaren          | Aantal         | Jaren          | Aantal         | Jaren          |
| Argentinië –20                 | Argentinië –20 | Argentinië –20 | Argentinië –20 | Argentinië –20 | Argentinië –20 | Argentinië –20 |
| ------------------------------ | -------------- | -------------- | -------------- | -------------- | -------------- | -------------- |
| FIFA WK onder 20               | 2×             | 2005, 2007     |                |                |                |                |
| Argentinië –23                 |                |                |                |                |                |                |
| Olympische Zomerspelen         | 1×             | 2008           |                |                |                |                |
| Argentinië                     |                |                |                |                |                |                |
| FIFA-wereldkampioenschap       | 1×             | 2022           | 1×             | 2014           |                |                |
| CONMEBOL Copa América          | 2×             | 2021, 2024     | 2×             | 2015, 2016     | 1×             | 2019           |
| CONMEBOL–UEFA Cup of Champions | 1×             | 2022           |                |                |                |                |

## Privéleven
Di María trouwde eind juli 2011 met zijn vriendin Jorgelina Cardoso, met wie hij op dat moment twee jaar een relatie had. Het koppel heeft twee dochters, geboren in 2013 en 2017.